# Sztaronakarjakovo
Sztaronakarjakovo (orosz betűkkel: Старонакаряково, baskír nyelven: Иҫке Нәкәрәк) falu Oroszországban, a Baskír Köztársaságban, a Miskinói járásban.

## Népesség
- 2002-ben 95 lakosa volt, akik mindannyian oroszok.
- 2010-ben 50 lakosa volt.